# Prowincja Tiền Giang
Tiền Giang wymowaⓘ – prowincja Wietnamu, znajdująca się w południowej części kraju, w Regionie Delty Mekongu.

## Podział administracyjny
W skład prowincji Tiền Giang wchodzi siedem dystryktów oraz dwa miasta.
- Miasta:

1. Gò Công
2. Mỹ Tho

- Dystrykty:

1. Cái Bè
2. Cai Lậy
3. Châu Thành
4. Chợ Gạo
5. Gò Công Đông
6. Gò Công Tây
7. Tân Phước